# Cryptus zeravshanicus
Cryptus zeravshanicus är en stekelart som beskrevs av Maljavin 1965. Cryptus zeravshanicus ingår i släktet Cryptus och familjen brokparasitsteklar. Inga underarter finns listade i Catalogue of Life.